# Siddeley Puma

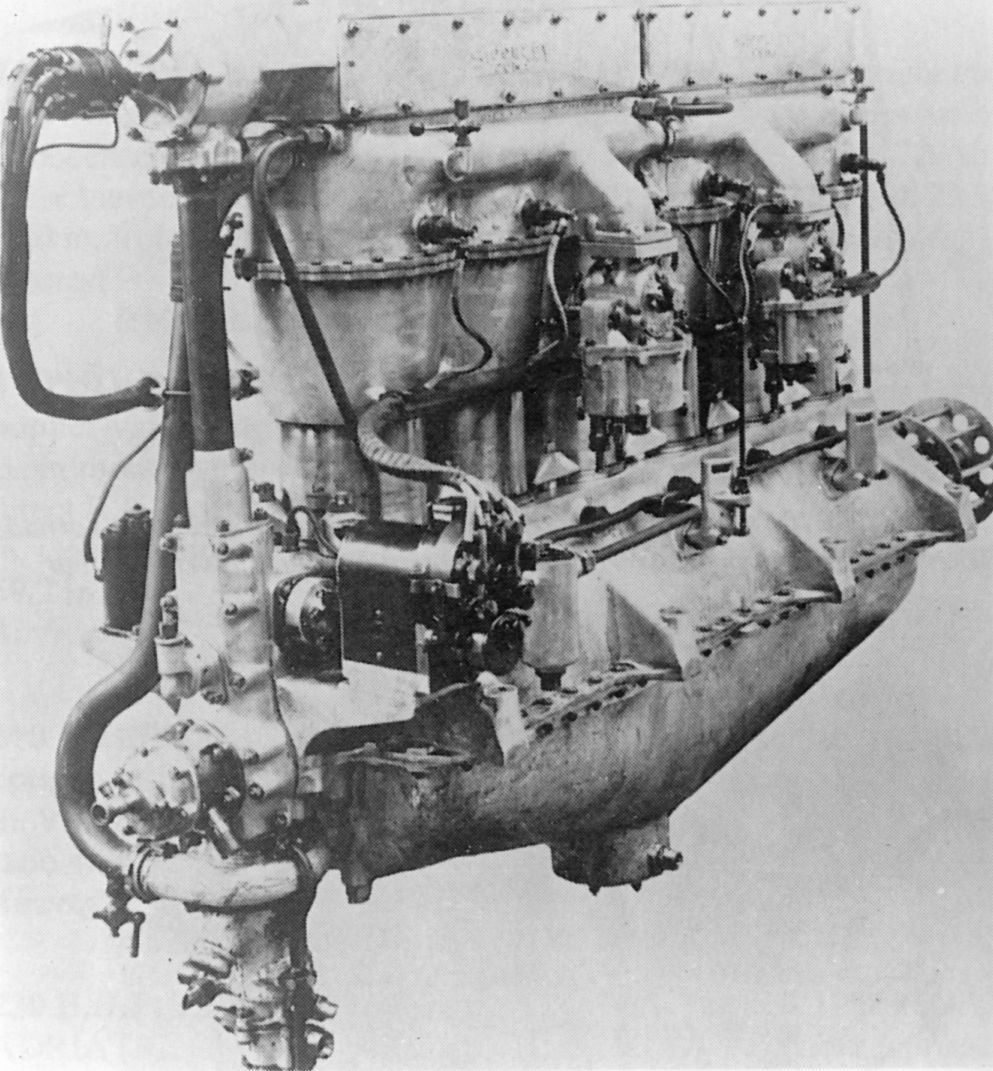
O motor Siddeley Puma

O Siddeley Puma, foi um motor para aviões britânico desenvolvido no final da Primeira Guerra Mundial e produzido pela Siddeley-Deasy. Ele era baseado num motor fabricado pela B.H.P.. 

## Histórico
As primeiras unidades deixaram a linha de produção em Coventry em Agosto de 1917. A produção continuou até Dezembro de 1918 (4.288 unidades foram entregues).
Sua principal utilização foi no Airco DH.9, no entanto, sua performance em operação deixou muito a desejar, fazendo com que a performance do avião fosse inferior ao que ele deveria substituir, além de ter sido instalado de forma desleixada com as cabeças dos cilindros expostas. Por tudo isso, esse motor foi deixado de lado e o modelo que se seguiu, o Airco DH.9A usava o motor Liberty L-12.

## Utilização
Aviões
- - Airco DH.9
  - Short Silver Streak